# 392 v.Chr.
Het jaar 392 v.Chr. is een jaartal volgens de christelijke jaartelling.

## Gebeurtenissen

### Perzië
- Koning Artaxerxes II benoemt de Perzische generaal Struthas tot satraap van Sardis.

### Griekenland
- De Spartaanse diplomaat Antalcidas sluit een vredesverdrag met de Perzen.
- Conon wordt tijdens de vredesonderhandelingen in Sardis gearresteerd, maar weet te ontsnappen naar Cyprus.
- De Atheense politicus Andocides voert in Sparta gesprekken over de beëindiging van de Korinthische Oorlog.
- Sparta wijst het vredesvoorstel van Athene af.
- Amyntas III van Macedonië (392 - 370 v.Chr.) herovert met behulp van Thessalië het koningschap van Macedonië en laat Argaeus II van Macedonië verbannen.
- Aristophanes schrijft Ecclesiazusae (Vrouwenparlement).

### Italië
- Dionysius I weet een Carthaagse invasie onder Mago II af te slaan bij Chrysas. Carthago sluit een vredesverdrag.

### Japan
- Keizer Koan (392 - 291 v.Chr.) bestijgt de troon.

## Overleden
- Conon (~444 v.Chr. - ~392 v.Chr.), Atheens staatsman en vlootvoogd (52)
- Kosho (~506 v.Chr. - ~392 v.Chr.), keizer van Japan